# Франкфуртський мир
Франкфуртський мирний договір (фр. Traité de Francfort; нім. Friede von Frankfurt) — мирний договір, укладений 10 травня 1871 року у місті Франкфурт. Ознаменував закінчення франко-прусської війни. До Пруссії були приєднані території Ельзасу та Лотарингії, після чого було завершено процес об'єднання Німеччини та створено Німецьку імперію.

## Передумови
У 1867 році була створена Північнонімецька конфедерація, на чолі якої стояло Королівство Пруссія, канцлером якого був Отто фон Бісмарк. Він мав на меті розширити межі створеної конфедерації, приєднавши південнонімецькі території, та перетворити її у імперію. Одними з територій, які Бісмарк планував приєднати, були Ельзас та Лотарингія, які належали Другій Французькій імперії.
У травні 1870 між Французькою імперією й Королівством Пруссія розгорівся дипломатичний конфлікт, кульмінацією якого стала Емська депеша. Іспанські ліберали запропонували родичеві пруського короля Вільгельма німецькому принцові Леопольдові Гогенцоллерн-Зігмарінгену зайняти вакантний іспанський престол. Це викликало невдоволення Французької імперії. Принц Леопольд спочатку відповів згодою, але потім, під впливом Вільгельма, що не бажав ускладнень, відмовився. Французький уряд, бажаючи загострити ситуацію, зажадав від Королівства Пруссія гарантій на майбутнє. Цю умову під час переговорів у Бад-Емсі французький посол граф Бенедетті передав королю Вільгельму. Послання з інформацією про хід переговорів було надіслане Бісмарку, який його опублікував, внісши в нього свої зміни. Унаслідок цього німці почали вважати, що французи образили їхнього короля, а французи навпаки — що образили їхнього посла.
19 липня 1870 року Франція оголосила війну Пруссії.
Наприкінці 1870 — на початку 1871 року сторони конфлікту почали переговори про укладення мирного договору. 26 лютого 1871 року у Версалі був укладений попередньо мирний договір. Остаточно французько-прусська війна закінчилася підписанням Франкфуртського миру 10 травня 1871 року.

## Умови договору

Ельзас та Лотарингія — території, які втратила Франція та були приєднані до Пруссії

Умови Франкфуртського миру були наступними:
- Третя Французька республіка втрачала Ельзас (за винятком Бельфору) та більшу частину Лотарингії. Ці регіони були приєднані до Німецької імперії.
- Мешканці Ельзасу та Лотарингії мали змогу вибрати між еміграцією до Франції або визнанням себе частиною німецької нації та продовженням мешкання на своїх землях.
- Встановлення умов для виведення німецьких військ з певних районів.
- Регулювання виплати французьким військовим відшкодування у загальній сумі понад 5 млрд франків протягом п'яти років.
- Визнання Францією Вільгельма I німецьким імператором.
- Дозвіл на використання судноплавних шляхів до Ельзасу та Лотарингії.
- Відновлення торгівлі між Францією та Німецькою імперією.
- Повернення військовополонених.